# Phalang-Pracharat-Partei
Die Phalang-Pracharat-Partei (kurz PPRP; thailändisch พรรคพลังประชารัฐ, RTGS Phak Phalang Pracharat, auch Palang Pracharath oder Palang Pracharat geschrieben; wörtlich „Partei der Kraft des Volksstaats“) ist eine politische Partei in Thailand. Sie wurde im März 2018 gegründet und unterstützt den Ministerpräsidenten General Prayut Chan-o-cha und seine Militärjunta, die sich „Nationaler Rat zur Erhaltung des Friedens“ nennt. Sie wird daher oft als „Pro-Junta-Partei“ oder „Pro-Prayut-Partei“ umschrieben.

## Gründung

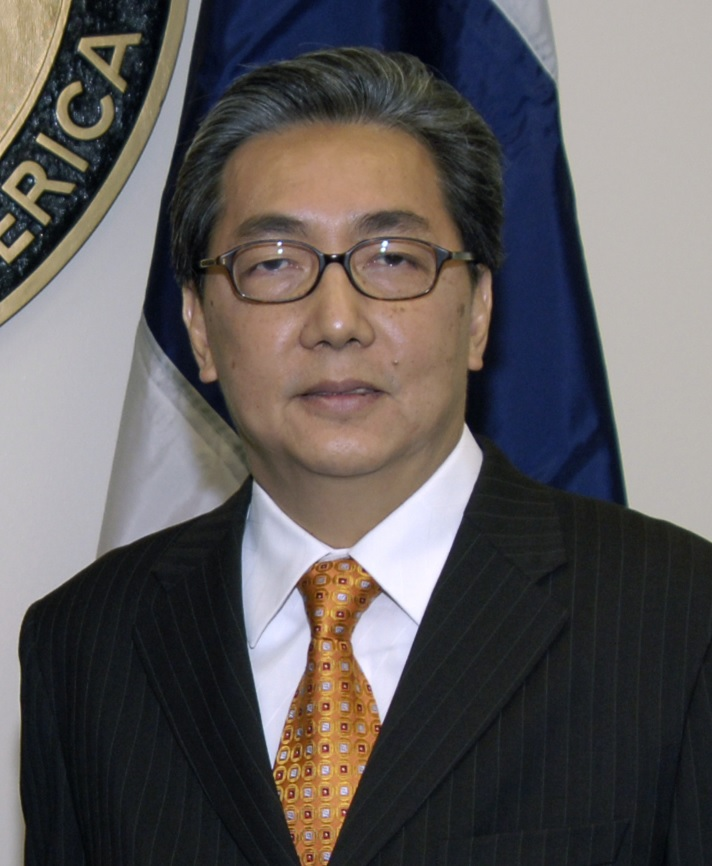
Somkid Jatusripitak – einer der „Drei Freunde“

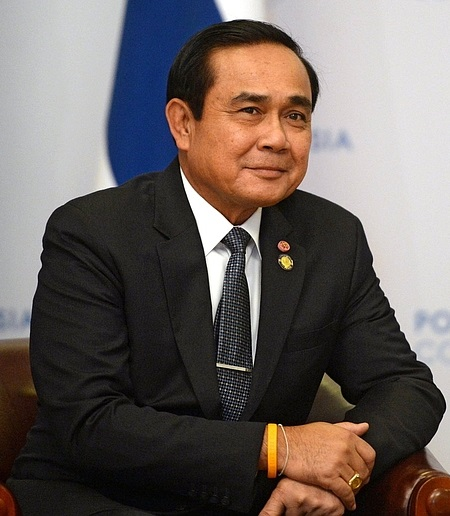
General Prayut Chan-o-cha – Kandidat der PPRP für das Ministerpräsidentenamt

Die Partei wurde gegründet, als die seit 2014 amtierende Militärjunta das Betätigungsverbot für politische Parteien lockerte und Wahlen für Anfang 2019 ansetzte. Ihr traten vorwiegend Mitglieder und Unterstützer des „Nationalen Rats zur Erhaltung des Friedens“ und Minister der Regierung Prayuts bei, nicht jedoch der Regierungschef selbst. Parteivorsitzender ist seit September 2018 der damalige Industrieminister Uttama Savanayana, Generalsekretär der Partei der damalige Handelsminister Sontirat Sontijirawong. Sie legten nach langem Drängen der Opposition, die die Verquickung von Partei- und Kabinettsfunktionen kritisierte, ihre Regierungsämter im Januar 2019 nieder.
Eine führende Rolle in der Partei haben aber auch drei ehemalige Mitglieder der Regierung des entmachteten Ministerpräsidenten Thaksin Shinawatra (regierte 2001–06), der als wichtiger Gegenspieler Prayuts gilt: Somkid Jatusripitak (früher stellvertretender Ministerpräsident unter Thaksin, nun in gleicher Position unter Prayut), Suriya Juangroongruangkit (ehemaliger Industrie- und Verkehrsminister) und Somsak Thepsuthin (ehemaliger Landwirtschafts- und Arbeitsminister). Diese drei sind in der thailändischen Öffentlichkeit als Sam Mit („Drei Freunde“) bekannt und haben gewissermaßen die Seiten gewechselt. Sie bemühten sich, zum Teil mit Erfolg, ehemalige Abgeordnete und Anhänger der Pheu-Thai-Partei, die die wichtigste Oppositionspartei gegen die militärgestützte Regierung Prayuts ist, ebenfalls zum Überlaufen zu bewegen. Bis November 2018 traten über 150 ehemalige Abgeordnete, Senatoren, Minister und weitere prominente Politiker zur Phalang-Pracharat-Partei über, darunter 44 vormalige Abgeordnete der Pheu-Thai-Partei (bzw. ihrer Vorläuferinnen Thai Rak Thai und Partei der Volksmacht) und 14 von der Demokratischen Partei.

## Parlamentswahl 2019
Zur Parlamentswahl im März 2019 war Prayut der Kandidat der Phalang-Pracharat-Partei für das Ministerpräsidentenamt und trat auch bei Wahlkampfveranstaltungen auf, obwohl er offiziell kein Mitglied der Partei ist. Prayuts Regierung beschloss im November 2018, vier Monate vor der Wahl, ein Ausgabenprogramm im Wert von 87 Milliarden Baht (zum damaligen Kurs ca. 2,4 Milliarden Euro), von dem vor allem Geringverdiener und Rentner profitieren sollten. Dazu gehörte auch ein Neujahrsgeschenk von 500 Baht (ca. 14 Euro) in bar für knapp 15 Millionen Bürger. Die Opposition kritisierte dies als unverhohlene, populistische Geschenke, mit denen das Regime auf Kosten der Steuerzahler die Gunst der Wähler für seine Phalang-Pracharat-Partei erkaufen wolle.
Nach vorläufigen Ergebnissen wurde die Phalang-Pracharat-Partei mit 23 % der Stimmen stärkste Kraft, allerdings erhielt sie nur 118 der 500 Sitze – während die Pheu-Thai-Partei mit 137 Sitzen stärkste Kraft im Repräsentantenhaus wurde, da sie mehr Direktmandate in den Wahlkreisen errungen hatte. Sowohl Phalang-Pracharat- als auch Pheu-Thai-Partei beanspruchten daher den Wahlsieg für sich und hatten angekündigt, jeweils eine Regierungskoalition zu bilden.

## Wahlerfolge

### Wahl zum Repräsentantenhaus
| Wahljahr | Parteivorsitzender | Stimmen   | Stimmen      | %     | Sitze   | ±    | Regierungsbeteiligung                          |
| Wahljahr | Parteivorsitzender | Liste     | Direktmandat | %     | Sitze   | ±    | Regierungsbeteiligung                          |
| -------- | ------------------ | --------- | ------------ | ----- | ------- | ---- | ---------------------------------------------- |
| 2019     | Prayut Chan-o-cha  | 8.433.137 | 8.433.137    | 23,73 | 116/500 | +116 | Regierungskoalition                            |
| 2023     | Prawit Wongsuwan   | 537.625   | 4.186.441    | 1,35  | 40/500  | -81  | Koalitionspartner im Kabinett Srettha Thavisin |

Im Mai 2023 verlor die Phalang-Pracharat-Partei die Parlamentswahl.

### Stadtverwaltung Bangkok
| Wahljahr | Stimmen | %     | Sitze | ±  |
| -------- | ------- | ----- | ----- | -- |
| 2022     | 274.970 | 10,73 | 2/50  | +2 |